# Сяргоярви
Сяргоярви — озеро на территории Ребольского сельского поселения Муезерского района Республики Карелия.

## Общие сведения
Площадь озера — 1,3 км², площадь водосборного бассейна — 5 км². Располагается на высоте 162,9 метров над уровнем моря.
Форма озера лопастная, продолговатая, вытянуто с северо-запада на юго-восток. Берега озера каменисто-песчаные.
Протокой, вытекающий из северо-западной оконечности, озеро соединяется с губой Уконлакши озера Тулос.
В озере расположены два крупный безымянных острова.
Населённые пункты возле озера отсутствуют. Ближайший — деревня Колвасозеро — расположен в 21 км к северу от озера.
Озеро расположено в 11,5 км от Российско-финляндской границы.
Код объекта в государственном водном реестре — 01050000111102000011097.